# Hypolimnas kraimoku
Hypolimnas kraimoku är en fjärilsart som beskrevs av Escholtz. Hypolimnas kraimoku ingår i släktet Hypolimnas och familjen praktfjärilar. Inga underarter finns listade i Catalogue of Life.